# Slaget vid Varja
Slaget vid Varja ägde rum den 7 november 1700 nära byarna Varja och Aa i svenska Estland under det estniska fälttåget under det första året i det stora nordiska kriget. En svensk styrka bestående av 800 soldater under befäl av generalerna Georg Reinhold Patkul och Hans Henrik von Tiesenhausen sändes ut från Rakvere för att säkra den väg vilken kung Karl XII:s huvudarmé skulle använda för att bistå staden Narva som belägrades av ryska trupper.
Vid byarna Varja och Aa överraskade de en rysk styrka på 2 000 soldater från Boris Sjeremetevs detachement som samlade förnödenheter till sin armé vid Narva. Ryssarna blev tagna på sängen och tog därefter skydd i husen för att undvika svenskarnas angrepp. Dessa blev dock satta i brand av svenskarna, en handling som resulterade 1 500 dödade, sårade eller tillfångatagna ryssar, och bara 500 ryssar lyckades fly. Svenskarna själva förlorade 200 man. Senare under dagen, medan svenskarna plundrade de ryska förnödenheterna, anlände en större styrka på 3 000 soldater under befäl av själve Sjeremetev, som i sin tur överraskade svenskarna vilka drevs bort med en förlust på 80 soldater, bland dem den svenska befälhavaren Georg Reinhold Patkul som tillfångatogs under reträtten. Ryssarna fick viktig information om den svenska huvudarméns frammarsch, som anlände till de två byarna ungefär två veckor senare. Sjeremetev skulle senare möta den svenska förtruppen vid Pühhajoggi pass, men efter några skärmytslingar blev han tillbakaslagen, vilket senare ledde till slaget vid Narva där den ryska huvudarmén besegrades av den svenska armén.